# Carex platysperma
Carex platysperma är en halvgräsart som beskrevs av Yui Liang Chang och Ya Ling Yang. Carex platysperma ingår i släktet starrar, och familjen halvgräs.

## Underarter
Arten delas in i följande underarter:
- C. p. platysperma
- C. p. sungareensis